# Santiago Silva (football, 2004)
Santiago Silva, né le 20 août 2004 à Montevideo en Uruguay, est un footballeur uruguayen qui évolue au poste de milieu central au CD Huachipato.

## Biographie

### En club
Né à Montevideo en Uruguay, Santiago Silva est formé par l'un des clubs de la capitale uruguayenne, le Danubio FC. Il joue son premier match en professionnel le 29 septembre 2021, lors d'un match de deuxième division uruguayenne face au Racing Club de Montevideo. Il entre en jeu lors de ce match remporté par son équipe sur le score de deux buts à zéro.
Il fait ses débuts en première division uruguayenne le 26 février 2022, en entrant en jeu contre le Liverpool Fútbol Club. Son équipe s'impose à l'extérieur (0-1 score final).
Le 24 septembre 2022, Silva inscrit son premier but en professionnel, à l'occasion d'une rencontre de championnat face au CA River Plate. Titulaire, il participe à la victoire de son équipe par trois buts à zéro,.
En janvier 2024, Santiago Silva prend la direction du Chili afin de s'engager en faveur du CD Huachipato. Il signe un contrat de trois ans,.
Silva marque son premier but pour Huachipato le 10 mai 2025, lors d'une rencontre de coupe du Chili face au Deportivo Temuco. Il est titularisé mais ne peut empêcher la défaite de son équipe (4-2 score final)

### En sélection
Santiago Silva est représente l'équipe d'Uruguay des moins de 20 ans, jouant au total quatre matchs en 2022.